# 유선 (축구 선수)
유선(愉善, 2004년 7월 24일 ~ )는 대한민국의 축구 선수로, 포지션은 센터백, 수비형 미드필더이며 현재 성남 FC에서 김천 상무로 군 복무 하고있다.